# Topomyia trifida
Topomyia trifida är en tvåvingeart som beskrevs av Edwards 1922. Topomyia trifida ingår i släktet Topomyia och familjen stickmyggor. Inga underarter finns listade i Catalogue of Life.